# عبدالعزیز بن مهتدی
عبدالعزیز بن مهتدی از جمله وکلا و اصحاب امامان شیعه، بوده‌است. او از میان امامان شیعه، موسی کاظم، علی بن موسی الرضا و محمد تقی را درک کرده و وکیل علی بن موسی در قم بوده‌است.

## وکالت و جایگاه رجالی
عبدالعزیز بن مهتدی از اصحاب امامان شیعه در قم بود که وکالت علی بن موسی الرضا را عهده‌دار بود. او از خاندان اشعریان بود و موسی کاظم، علی بن موسی الرضا و محمد تقی را درک کرد. او را ثقه دانسته‌اند و محمد تقی نیز در حقش دعا کرده‌است.

## روایات
او از جمله راویانی است که مستقیماً از امامان شیعه نقل حدیث کرده‌است. از مهمترین روایاتی که از او نقل شده‌است، روایتی است در زمینه حجیت خبر فرد ثقه. بر اساس این روایت، پس از آنکه عبدالعزیز از دوری راه و عدم دسترسی همیشگی به امام به علی بن موسی الرضا خبر می‌دهد، از او تکلیف خود را سؤال می‌کند و علی بن موسی او را به یکی از شاگردانش حواله می‌دهد. این خبر در منابع شیعی و علم حدیث، در حجیت خبری که از ثقه به دست افراد برسد، استفاده شده‌است.